# 2018-as Formula–1 monacói nagydíj
A monacói nagydíj volt a 2018-as Formula–1 világbajnokság hatodik futama, amelyet 2018. május 24. és május 27. között rendeztek meg a monacói városi pályán, Monte-Carlóban.

## Választható keverékek
| Abroncs            | Friss | Használt |
| ------------------ | ----- | -------- |
| Szuperlágy keverék |       |          |
| Ultralágy keverék  |       |          |
| Hiperlágy keverék  |       |          |
| Átmeneti esőgumi   |       |          |
| Teljes esőgumi     |       |          |

## Szabadedzések

### Első szabadedzés
A monacói nagydíj első szabadedzését május 24-én, csütörtökön délelőtt tartották.
| helyezés | versenyző         | csapat/motor         | elért idő | különbség | futott kör |
| -------- | ----------------- | -------------------- | --------- | --------- | ---------- |
| 1        | Daniel Ricciardo  | Red Bull-TAG Heuer   | 1:12,126  | −         | 36         |
| 2        | Max Verstappen    | Red Bull-TAG Heuer   | 1:12,280  | +0,154    | 25         |
| 3        | Lewis Hamilton    | Mercedes             | 1:12,480  | +0,354    | 34         |
| 4        | Sebastian Vettel  | Ferrari              | 1:13,041  | +0,915    | 40         |
| 5        | Kimi Räikkönen    | Ferrari              | 1:13,066  | +0,940    | 38         |
| 6        | Carlos Sainz Jr.  | Renault              | 1:13,456  | +1,330    | 40         |
| 7        | Valtteri Bottas   | Mercedes             | 1:13,502  | +1,376    | 39         |
| 8        | Sergio Pérez      | Force India-Mercedes | 1:13,717  | +1,591    | 39         |
| 9        | Romain Grosjean   | Haas-Ferrari         | 1:13,943  | +1,817    | 24         |
| 10       | Szergej Szirotkin | Williams-Mercedes    | 1:13,962  | +1,836    | 40         |
| 11       | Esteban Ocon      | Force India-Mercedes | 1:14,000  | +1,874    | 39         |
| 12       | Brendon Hartley   | Toro Rosso-Honda     | 1:14,034  | +1,908    | 46         |
| 13       | Nico Hülkenberg   | Renault              | 1:14,134  | +2,008    | 38         |
| 14       | Pierre Gasly      | Toro Rosso-Honda     | 1:14,240  | +2,114    | 38         |
| 15       | Stoffel Vandoorne | McLaren-Renault      | 1:14,291  | +2,165    | 37         |
| 16       | Charles Leclerc   | Sauber-Ferrari       | 1:14,521  | +2,395    | 39         |
| 17       | Fernando Alonso   | McLaren-Renault      | 1:14,637  | +2,511    | 16         |
| 18       | Lance Stroll      | Williams-Mercedes    | 1:14,782  | +2,656    | 43         |
| 19       | Marcus Ericsson   | Sauber-Ferrari       | 1:15,206  | +3,080    | 39         |
| 20       | Kevin Magnussen   | Haas-Ferrari         | 1:18,801  | +6,675    | 7          |

### Második szabadedzés
A monacói nagydíj második szabadedzését május 24-én, csütörtökön délután tartották.
| helyezés | versenyző         | csapat/motor         | elért idő | különbség | futott kör |
| -------- | ----------------- | -------------------- | --------- | --------- | ---------- |
| 1        | Daniel Ricciardo  | Red Bull-TAG Heuer   | 1:11,841  | −         | 33         |
| 2        | Max Verstappen    | Red Bull-TAG Heuer   | 1:12,035  | +0,194    | 41         |
| 3        | Sebastian Vettel  | Ferrari              | 1:12,413  | +0,572    | 42         |
| 4        | Lewis Hamilton    | Mercedes             | 1:12,536  | +0,695    | 34         |
| 5        | Kimi Räikkönen    | Ferrari              | 1:12,543  | +0,702    | 36         |
| 6        | Valtteri Bottas   | Mercedes             | 1:12,642  | +0,801    | 38         |
| 7        | Nico Hülkenberg   | Renault              | 1:13,047  | +1,206    | 30         |
| 8        | Stoffel Vandoorne | McLaren-Renault      | 1:13,077  | +1,236    | 40         |
| 9        | Fernando Alonso   | McLaren-Renault      | 1:13,115  | +1,274    | 42         |
| 10       | Carlos Sainz Jr.  | Renault              | 1:13,200  | +1,359    | 34         |
| 11       | Brendon Hartley   | Toro Rosso-Honda     | 1:13,222  | +1,381    | 47         |
| 12       | Sergio Pérez      | Force India-Mercedes | 1:13,370  | +1,529    | 39         |
| 13       | Esteban Ocon      | Force India-Mercedes | 1:13,382  | +1,541    | 47         |
| 14       | Pierre Gasly      | Toro Rosso-Honda     | 1:13,410  | +1,569    | 32         |
| 15       | Szergej Szirotkin | Williams-Mercedes    | 1:13,547  | +1,706    | 44         |
| 16       | Kevin Magnussen   | Haas-Ferrari         | 1:13,572  | +1,731    | 41         |
| 17       | Charles Leclerc   | Sauber-Ferrari       | 1:13,575  | +1,734    | 45         |
| 18       | Romain Grosjean   | Haas-Ferrari         | 1:13,763  | +1,922    | 37         |
| 19       | Lance Stroll      | Williams-Mercedes    | 1:14,011  | +2,170    | 34         |
| 20       | Marcus Ericsson   | Sauber-Ferrari       | 1:14,173  | +2,332    | 46         |

### Harmadik szabadedzés
A monacói nagydíj harmadik szabadedzését május 26-án, szombaton délelőtt tartották.
| helyezés | versenyző         | csapat/motor         | elért idő | különbség | futott kör |
| -------- | ----------------- | -------------------- | --------- | --------- | ---------- |
| 1        | Daniel Ricciardo  | Red Bull-TAG Heuer   | 1:11,786  | −         | 22         |
| 2        | Max Verstappen    | Red Bull-TAG Heuer   | 1:11,787  | +0,001    | 14         |
| 3        | Sebastian Vettel  | Ferrari              | 1:12,023  | +0,237    | 22         |
| 4        | Kimi Räikkönen    | Ferrari              | 1:12,142  | +0,356    | 25         |
| 5        | Lewis Hamilton    | Mercedes             | 1:12,273  | +0,487    | 25         |
| 6        | Valtteri Bottas   | Mercedes             | 1:12,356  | +0,570    | 26         |
| 7        | Brendon Hartley   | Toro Rosso-Honda     | 1:12,752  | +0,966    | 24         |
| 8        | Pierre Gasly      | Toro Rosso-Honda     | 1:12,761  | +0,975    | 22         |
| 9        | Carlos Sainz Jr.  | Renault              | 1:12,850  | +1,064    | 23         |
| 10       | Szergej Szirotkin | Williams-Mercedes    | 1:12,854  | +1,068    | 22         |
| 11       | Stoffel Vandoorne | McLaren-Renault      | 1:12,874  | +1,088    | 24         |
| 12       | Esteban Ocon      | Force India-Mercedes | 1:12,940  | +1,154    | 22         |
| 13       | Sergio Pérez      | Force India-Mercedes | 1:13,025  | +1,239    | 21         |
| 14       | Nico Hülkenberg   | Renault              | 1:13,112  | +1,326    | 25         |
| 15       | Fernando Alonso   | McLaren-Renault      | 1:13,279  | +1,493    | 24         |
| 16       | Lance Stroll      | Williams-Mercedes    | 1:13,595  | +1,809    | 25         |
| 17       | Charles Leclerc   | Sauber-Ferrari       | 1:13,644  | +1,858    | 24         |
| 18       | Romain Grosjean   | Haas-Ferrari         | 1:13,881  | +2,095    | 20         |
| 19       | Kevin Magnussen   | Haas-Ferrari         | 1:14,192  | +2,406    | 19         |
| 20       | Marcus Ericsson   | Sauber-Ferrari       | 1:14,221  | +2,435    | 27         |

## Időmérő edzés
A monacói nagydíj időmérő edzését május 26-án, szombaton futották.
| helyezés              | rajtszám | versenyző         | csapat/motor         | 1. rész    | 2. rész  | 3. rész  | rajthely | futott kör |
| --------------------- | -------- | ----------------- | -------------------- | ---------- | -------- | -------- | -------- | ---------- |
| 1                     | 3        | Daniel Ricciardo  | Red Bull-TAG Heuer   | 1:12,013   | 1:11,278 | 1:10,810 | 1        | 17         |
| 2                     | 5        | Sebastian Vettel  | Ferrari              | 1:12,415   | 1:11,518 | 1:11,039 | 2        | 21         |
| 3                     | 44       | Lewis Hamilton    | Mercedes             | 1:12,460   | 1:11,584 | 1:11,232 | 3        | 22         |
| 4                     | 7        | Kimi Räikkönen    | Ferrari              | 1:12,639   | 1:11,391 | 1:11,266 | 4        | 22         |
| 5                     | 77       | Valtteri Bottas   | Mercedes             | 1:12,434   | 1:12,002 | 1:11,441 | 5        | 25         |
| 6                     | 31       | Esteban Ocon      | Force India-Mercedes | 1:13,028   | 1:12,188 | 1:12,061 | 6        | 27         |
| 7                     | 14       | Fernando Alonso   | McLaren-Renault      | 1:12,657   | 1:12,269 | 1:12,110 | 7        | 26         |
| 8                     | 55       | Carlos Sainz Jr.  | Renault              | 1:12,950   | 1:12,286 | 1:12,130 | 8        | 28         |
| 9                     | 11       | Sergio Pérez      | Force India-Mercedes | 1:12,848   | 1:12,194 | 1:12,154 | 9        | 23         |
| 10                    | 10       | Pierre Gasly      | Toro Rosso-Honda     | 1:12,941   | 1:12,313 | 1:12,221 | 10       | 29         |
| 11                    | 27       | Nico Hülkenberg   | Renault              | 1:13,065   | 1:12,411 |          | 11       | 22         |
| 12                    | 2        | Stoffel Vandoorne | McLaren-Renault      | 1:12,463   | 1:12,440 |          | 12       | 19         |
| 13                    | 35       | Szergej Szirotkin | Williams-Mercedes    | 1:12,706   | 1:12,521 |          | 13       | 19         |
| 14                    | 16       | Charles Leclerc   | Sauber-Ferrari       | 1:12,829   | 1:12,714 |          | 14       | 20         |
| 15                    | 8        | Romain Grosjean   | Haas-Ferrari         | 1:12,930   | 1:12,728 |          | 18[1]    | 21         |
| 16                    | 28       | Brendon Hartley   | Toro Rosso-Honda     | 1:13,179   |          |          | 15       | 12         |
| 17                    | 9        | Marcus Ericsson   | Sauber-Ferrari       | 1:13,265   |          |          | 16       | 11         |
| 18                    | 18       | Lance Stroll      | Williams-Mercedes    | 1:13,323   |          |          | 17       | 10         |
| 19                    | 20       | Kevin Magnussen   | Haas-Ferrari         | 1:13,393   |          |          | 19       | 12         |
| 107%-os idő: 1:17,054 |          |                   |                      |            |          |          |          |            |
| NK                    | 33       | Max Verstappen    | Red Bull-TAG Heuer   | idő nélkül |          |          | 20[2]    | 0          |

Megjegyzés:
- ↑ 1:  — Romain Grosjean az előző, spanyol nagydíjon okozott balesetéért 3 rajthelyes büntetést kapott erre a nagydíjra.[3]
- ↑ 2:  — Max Verstappen összetörte az autóját a harmadik szabadedzés végén, amelyet újjá kellett építeni, így nem tudott részt venni az időmérő edzésen, de megkapta a rajtengedélyt.[4] Verstappen autójában ezen kívül sebességváltót is cserélni kellett, így 5 rajthelyes büntetést is kapott, bár ez nem befolyásolta a rajtpozícióját.

## Futam
A monacói nagydíj futama május 27-én, vasárnap rajtolt.
| helyezés | rajtszám | versenyző         | csapat/motor         | futott kör | idő/kiesés oka | rajthely | abroncs | pont |
| -------- | -------- | ----------------- | -------------------- | ---------- | -------------- | -------- | ------- | ---- |
| 1        | 3        | Daniel Ricciardo  | Red Bull-TAG Heuer   | 78         | 1:42:54,807    | 1        |         | 25   |
| 2        | 5        | Sebastian Vettel  | Ferrari              | 78         | +7,336         | 2        |         | 18   |
| 3        | 44       | Lewis Hamilton    | Mercedes             | 78         | +17,013        | 3        |         | 15   |
| 4        | 7        | Kimi Räikkönen    | Ferrari              | 78         | +18,127        | 4        |         | 12   |
| 5        | 77       | Valtteri Bottas   | Mercedes             | 78         | +18,822        | 5        |         | 10   |
| 6        | 31       | Esteban Ocon      | Force India-Mercedes | 78         | +23,667        | 6        |         | 8    |
| 7        | 10       | Pierre Gasly      | Toro Rosso-Honda     | 78         | +24,331        | 10       |         | 6    |
| 8        | 27       | Nico Hülkenberg   | Renault              | 78         | +24,839        | 11       |         | 4    |
| 9        | 33       | Max Verstappen    | Red Bull-TAG Heuer   | 78         | +25,317        | 20       |         | 2    |
| 10       | 55       | Carlos Sainz Jr.  | Renault              | 78         | +1:09,013      | 8        |         | 1    |
| 11       | 9        | Marcus Ericsson   | Sauber-Ferrari       | 78         | +1:09,864      | 16       |         |      |
| 12       | 11       | Sergio Pérez      | Force India-Mercedes | 78         | +1:10,461      | 9        |         |      |
| 13       | 20       | Kevin Magnussen   | Haas-Ferrari         | 78         | +1:14,823      | 19       |         |      |
| 14       | 2        | Stoffel Vandoorne | McLaren-Renault      | 77         | +1 kör         | 12       |         |      |
| 15       | 8        | Romain Grosjean   | Haas-Ferrari         | 77         | +1 kör         | 18       |         |      |
| 16       | 35       | Szergej Szirotkin | Williams-Mercedes    | 77         | +1 kör         | 13       |         |      |
| 17       | 18       | Lance Stroll      | Williams-Mercedes    | 76         | +2 kör         | 17       |         |      |
| 18[1]    | 16       | Charles Leclerc   | Sauber-Ferrari       | 70         | baleset        | 14       |         |      |
| 19[1]    | 28       | Brendon Hartley   | Toro Rosso-Honda     | 70         | baleset        | 15       |         |      |
| ki       | 14       | Fernando Alonso   | McLaren-Renault      | 52         | sebességváltó  | 7        |         |      |

Megjegyzés:
- ↑ 1:  - Charles Leclerc és Brendon Hartley az ütközésük miatt nem fejezték be a versenyt, de a helyezésüket értékelték, mert a versenytáv több, mint 90%-át teljesítették. A baleset idején Hartley előrébb volt a pályán, ám az új-zélandinak volt egy letöltetlen 5 másodperces időbüntetése (túl gyorsan hajtott a boxutcában), amelyet hozzáírtak az idejéhez, így Leclerc mögött rangsorolták.[6]

## A világbajnokság állása a verseny után
| H   | Versenyzők       | Pont | H   | Konstruktőrök        | Pont |
| --- | ---------------- | ---- | --- | -------------------- | ---- |
| 1.  | Lewis Hamilton   | 110  | 1.  | Mercedes             | 178  |
| 2.  | Sebastian Vettel | 96   | 2.  | Ferrari              | 156  |
| 3.  | Daniel Ricciardo | 72   | 3.  | Red Bull-TAG Heuer   | 107  |
| 4.  | Valtteri Bottas  | 68   | 4.  | Renault              | 46   |
| 5.  | Kimi Räikkönen   | 60   | 5.  | McLaren-Renault      | 40   |
| 6.  | Max Verstappen   | 35   | 6.  | Force India-Mercedes | 26   |
| 7.  | Fernando Alonso  | 32   | 7.  | Toro Rosso-Honda     | 19   |
| 8.  | Nico Hülkenberg  | 26   | 8.  | Haas-Ferrari         | 19   |
| 9.  | Carlos Sainz Jr. | 20   | 9.  | Sauber-Ferrari       | 11   |
| 10. | Kevin Magnussen  | 19   | 10. | Williams-Mercedes    | 4    |

(A teljes táblázat)

## Statisztikák
- Vezető helyen:
  - Daniel Ricciardo: 78 kör (1-78)
- Daniel Ricciardo 2. pole-pozíciója és 7. futamgyőzelme.
- Max Verstappen 3. versenyben futott leggyorsabb köre.
- A Red Bull 57. futamgyőzelme.
- Daniel Ricciardo 29., Sebastian Vettel 102., Lewis Hamilton 122. dobogós helyezése.
- A Red Bull 250. nagydíjhétvégéje.[7]